# María Cruz Díaz de Terán
María Cruz Díaz de Terán Velasco (Alcoy, 1977) es una jurista española especialista en Filosofía del Derecho. 

## Formación académica y Actividad docente
Licenciada (1999) y doctora en Derecho (2002) por la Universidad de Navarra (tesis: Derecho y nueva eugenesia: un estudio desde la ley 35/88 de técnicas de reproducción asistida),  amplió sus estudios en la Università degli Studi di Roma Tor Vergata (2008), bajo la dirección del profesor Francesco D’Agostino y en el Istituto di Bioetica de la Università Cattolica del Sacro Cuore (2011), becada por el Gobierno de Navarra. Entre 2004 y 2009 fue la Secretaria Académica del Instituto de Derechos Humanos (UN)
En la actualidad es profesora titular de «Teoría y Filosofía del Derecho» en la Facultad de Derecho. Es también profesora visitante en Italia, Latinoamérica y Estados Unidos.
Desde 2020 es la Coordinadora de la RedWinn, para el fortalecimiento del impacto femenino en los ecosistemas de innovación, dentro del Programa Iberoamericano de Ciencia y Tecnología para el Desarrollo (Programa CYTED).

## Asociaciones de las que pertenece
Es miembro de:
- Sociedad Española de Filosofía Jurídica y Política
- Asociación Española de Bioética y Ética Médica
- Instituto de Derechos Humanos (Universidad de Navarra)
- Centro di Studi Giuridici Di-con-Per-donne (Roma)
- GENOVIFEM

## Líneas de Investigación
Entre sus líneas de investigación destacan:
•	Derechos humanos y su reflejo en la actual sociedad intercultural:
• Estudios sobre la mujer,
• El papel público de la religión,
• Aspectos biojurídicos,
•	Relaciones entre Derecho y Justicia

## Obras seleccionadas

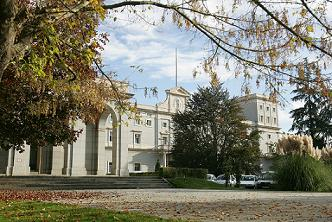
Universidad de Navarra. Edificio central.

### Libros
- “Mujeres y Derecho. Pioneras en EE.UU. y España”, Pamplona, Eunsa, 2021, 84 pp. ISBN 9788431335861.
- “Los límites de la diferencia. La protección de la diversidad cultural y religiosa en el derecho comparado”, Gobierno de Navarra, 2014 (coordinación). ISBN 9788469700693 pdf.
- "Lecciones de Teoría del Derecho", Pamplona, 2013, 128 pp. ISBN 8461658396
- "Pluralismo cultural y democracia", Thomson-Aranzadi, Cizur Menor (Navarra), 2009, 243 pp. (Coordinación junto con Ángela Aparisi) ISBN 9788499032870
- "Derecho y nueva Eugenesia. Un estudio desde la ley 35/88, de 22 de noviembre de técnicas de reproducción asistida", EUNSA, Pamplona, 2005, 290 pp. ISBN 843132256X
- "Hijos a la carta, ¿un derecho?: problemas bioéticos y jurídicos de la selección de embriones in vitro", Instituto Martín de Azpilcueta, Pamplona, 2004, 67 pp. ISBN 8489561419

### Artículos
Ha publicado más de una veintena de artículos científicos, entre otros:
- "Derecho, religión y tolerancia: reflexiones sobre un debate siempre actual", en Prudentia Iuris 79 (2015), pp. 89-100. pdf
- "La transversalidad del concepto de género. Valoraciones a partir de algunos documentos de Naciones Unidas", Anuario de Derecho Internacional, vol. XXXI (2015), pp. 323-347.
- "La incidencia de los avances biomédicos en la mujer. Algunas reflexiones sobre la normativa española", Cuadernos de Bioética, vol. XXIII, 2ª (2015), pp. 311-323.pdf
- "Bioética laica y bioética religiosa: claves para una argumentación contemporánea", Cuadernos de Bioética, vol. XXIII, 1ª (2012), pp. 179-193. pdf
- "Derecho e Internet: reflexiones a la luz de la Información de Salud", Teoria del Diritto e dello Stato. Giustizia Digitale, núm. 1 (2009), pp. 67-83.
- "De 1968 a 2008: Consecuencias en bioderecho de la revolución sexual", Persona y derecho: Revista de fundamentación de las Instituciones Jurídicas y de Derechos Humanos, núm. 58 (2008), pp. 473-487. pdf.
- "Multiculturalismo e bioética. Riflessioni di Filosofia del diritto", Archivio Giuridico, vol. CCXXVIII, fasc. 2 (2008), pp. 215-238.pdf.
- "Principios inspiradores de una regulación bioética. Un caso y una propuesta", Revista Intersticios. Filosofía, Arte y Religión, vol. XIII, núm. 28 (2008), pp. 109-117. ISBN 1405-4752
- "¿Es posible el universalismo en una sociedad multicultural?", Persona y derecho: Revista de fundamentación de las Instituciones Jurídicas y de Derechos Humanos, núm. 56 (2007), pp. 98-118.pdf.
- "The development of the Information Society: pillars for its Regulation", Journal of Legal Technology Risk Management, vol. II, núm. 1 (2007), pp. 98-118. pdf.
- "El embrión "in vitro" como fuentes de células troncales análisis jurídico-crítico", Cuadernos de Bioética, vol. XV, núm. 54 (2004), pp. 317-330. pdf.
- "Aspectos biojurídicos del diagnóstico preimplantatorio", Cuadernos de Bioética, vol. XIV, núm. 50 (2003), pp. 111-121. pdf.

### Colaboraciones en obras colectivas
Ha colaborado en diversos libros colectivos, entre otros:
- "Mujer y nuevos derechos", en J.A. Santos et al., "Bioética y nuevos derechos", Comares, Granada, 2016, pp. 174-185.
- "Le corps de la femme et la bioémedicine en Espagne: La chronique d'une métamorphose vertigineuse", en Brigitte Feuillet–Liger y Amel Aouij–Mrad (Coords.), "Corps de la femme et Biomédicine. Approche internationale", Bruylant, Belgique, 2013, pp. 69-88 (Junto con Verónica San Julián) ISBN 9782802738022.
- "Seguridad, desarrollo y derechos de tercera generación. El caso de la libertad informática", en Eugenia López-Jacoiste (Coord.), "Seguridad, defensa y desarrollo en el contexto internacional actual", Eunsa, Pamplona, 2010, pp. 111-136. ISBN 9788431326920
- "Factor religioso, pluralidad de las culturas y tolerancia", en José Antonio Araña (a cargo de), "Libertà religiosa e reciprocità", Giuffrè editore, Milano, 2009, pp. 257-269. ISBN 9788814146466
- “Ciudadanía y buen gobierno. Cicerón”, en Aparisi Miralles, A. (ed.), "Ciudadanía y persona en la era de la globalización", Comares, Granada, 2007, pp. 43-58. ISBN 9788498361940

### Colaboraciones en Innovación docente
- “Fomento de una competencia transversal clave: leer, redactar y exponer problemas jurídicos". En Transformaciones en la docencia y el aprendizaje del Derecho, Unitat d’innovació educativa, Facultat de Dret, Universitat de València, 2013, pp. 80-97. ISBN 9788469583005 (junto con Eugenia López-Jacoiste , Javier Nanclares y Victoria Sánchez Pos) pdf.
- “Uso de los clickers en el aula para fomentar la participación del alumno y realizar un seguimiento eficaz en el estudio del Derecho”, en Libro de Capítulos del VIII Foro de Evaluación de la Calidad de la Investigación y de la Educación Superior, AEPC, Granada, 2011. ISBN 9788469434895. (junto con Eugenia López-Jacoiste y Victoria Sánchez Pos)  pdf.

### Otros
- Díaz, Ángel "La tecnología revoluciona las clases presenciales", Suplemento Campus del Diario El Mundo (2 de junio de 2010) pdf.